# Czesław Łaksa
Czesław Łaksa (ur. 20 lutego 1940 w Gołaczewach) – polski judoka, wicemistrz Europy, występujący w kategorii 70 kg.
Karierę sportową rozpoczął w 1957 w AZS Kraków i w 1958 zdobył brązowy medal mistrzostw Polski seniorów. Od 1959 był zawodnikiem TS Wisła Kraków. W 1960 wywalczył pierwszy w historii tego klubu medal w judo, zajmując na mistrzostwach Polski 2. miejsce. W 1965, 1966 i 1967 trzykrotnie uzyskiwał tytuł mistrza Polski, a w 1962 i 1964 brązowe medale mistrzostw Polski.
W 1966 w Luksemburgu został wicemistrzem Europy. Był to pierwszy w historii polskiego judo srebrny medal na tej rangi mistrzostwach.
W kadrze narodowej występował do 1969. Ukończył później studia na Akademii Górniczo-Hutniczej w Krakowie. Pracował jako trener młodzieży w Wiśle Kraków, był także wiceprezesem i przewodniczącym Rady Trenerów Polskiego Związku Judo (1981-1982).
Jest założycielem i trenerem UKS Judo w Wolbromiu. Posiadacz 8 dan (od 4 grudnia 2018).